# جون بيل (سياسي أمريكي، مواليد 1765)
جون بيل (بالإنجليزية: John Bell)‏ هو سياسي أمريكي، ولد في 20 يوليو 1765 في لندندري في الولايات المتحدة، وتوفي في 22 مارس 1836 في تشيستر في الولايات المتحدة. نشط حزبياً في الحزب الوطني الجمهوري ‏. وقد انتخب حاكم نيو هامبشاير ‏ (5 يونيو 1828 – 4 يونيو 1829).